# Король Абдалла Спортс Сіті
Король Абдалла Спортс Сіті (араб. مدينة الملك عبدالله الرياضية), також відомий як Блискучий дорогоцінний камінь (араб. الجوهرة المشعة) або просто Дорогоцінний камінь (араб. الجوهرة) — багатофункціональний спортивний комплекс, розташований в 60 кілометрах на північ від Джидди, в Саудівській Аравії. Названий на честь короля Абдалли, який правив у Саудівській Аравії під час відкриття стадіону.
Головний стадіон (Міжнародний стадіон короля Абдалли) використовується для проведення футбольних матчів і має максимальну місткість 62 241 глядача. Це найбільший стадіон в Джидді і другий за величиною в Саудівській Аравії, після Міжнародного стадіону імені Короля Фахда в Ер-Ріяді. Він також є десятим за величиною стадіон в арабському світі. Поряд із стадіоном знаходяться невеликі спортивні об'єкти, що оточують головну арену, зокрема для занять легкою атлетикою, тенісом, а також закриті спортивні майданчики. У комплексі також обладнаний медіа-центр для трансляції прес-конференцій для гравців та тренерів.
Заявка на будівництво була виграна компанією Saudi Aramco, а підрядником по цьому проекту виступило спільне підприємство «Al Muhaidib Contracting Company & BESIX».

## Передісторія і будівництво
Ідея нового великого стадіону у місті Джидда з'явилася і розглядалася ще в кінці 1990-х років, вона також активно підтримувалася саудівськими футбольними вболівальниками. У 2012 році розпочалося будівництво нового стадіону. До того як арена була офіційно відкрита в 2014 році, головним стадіоном Джидди був Стадіон імені принца Абдулли аль-Файсала, місткістю 24 000 чоловік, що приймав у себе численні важливі матчі і події в історії саудівського футболу протягом десятиліть.

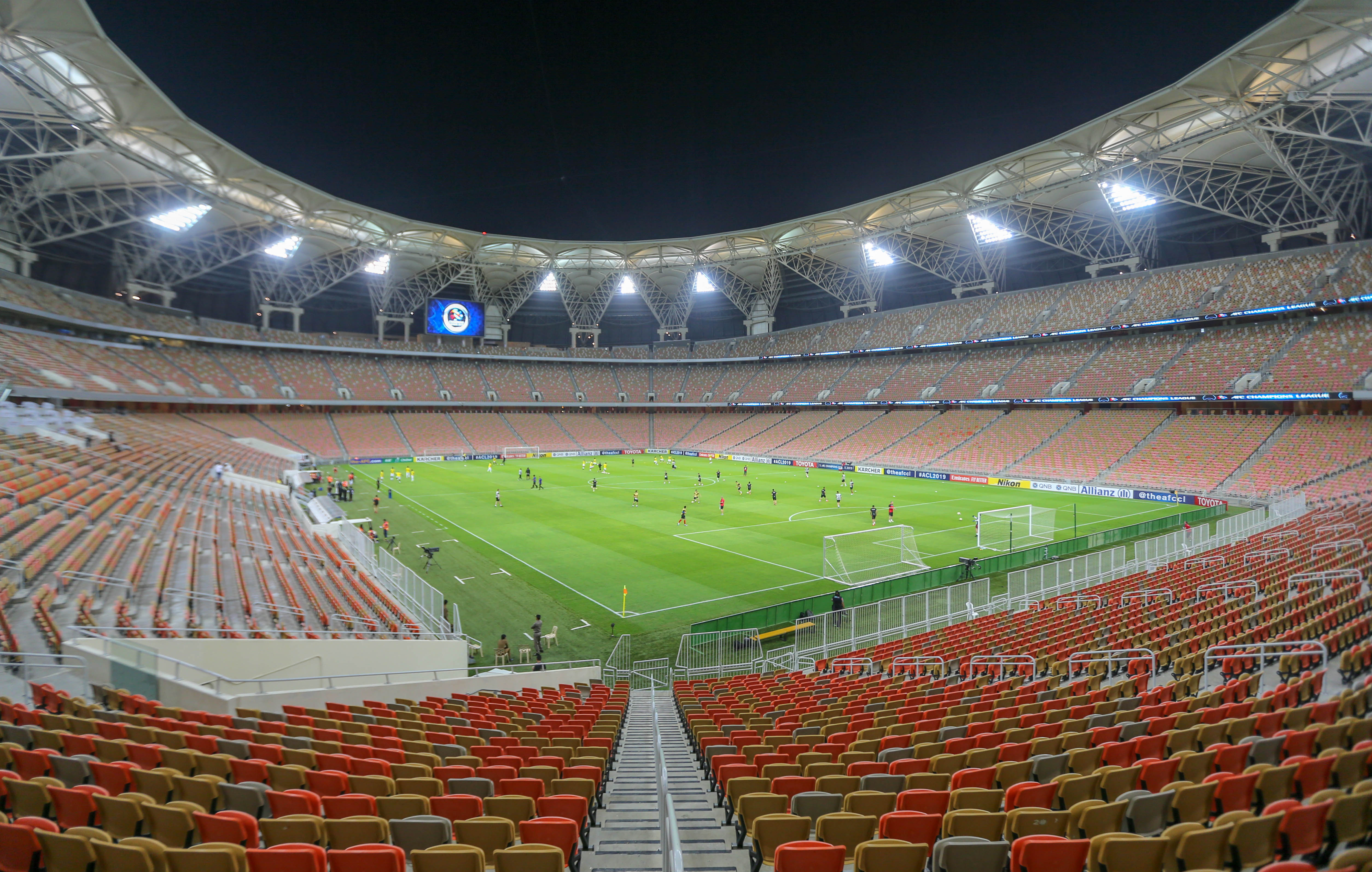
Стадіон у 2019 році.

Проект нового стадіону розроблявся архітекторами і інженерами компанії «Arup Group».

## Церемонія відкриття
Спортивний комплекс був офіційно відкритий 1 травня 2014 року, приймаючи у себе фінал Кубка Короля 2014 року, в якому грали «Аль-Аглі» з Джидди і «Аш-Шабаб» з Ер-Ріяда. До розчарування господарів, вони були розгромлені з рахунком 0:3, а «Аш-Шабаб» в третій раз у своїй історії став володарем цього трофею. Церемонію відвідали король Абдалла, наслідний принц Салман і заступник наслідного принца Мукрін.
Вхід на стадіон був безкоштовний. Після матчу на полі пройшов традиційний саудівський фестиваль, що закінчився феєрверком.

## Рекорди
- Перший матч на стадіоні пройшов між «Аль-Аглі» і «Аш-Шабаба» в рамках фіналу Кубка Короля 1 травня 2014 року.
- Першу перемогу і перший титул на стадіоні завоював «Аш-Шабаб» 1 травня 2014 року.
- Рекорд відвідуваності склав 62 241 глядача на церемонії відкриття і матчі між «Аль-Ахлі» і «Аль-Шабаба» 1 травня 2014 року.
- Рекорд відвідуваності в рамках Саудівської Про-ліги склав 60 134 глядачів в матчі місцевого «Аль-Іттіхада» зі столичним «Аль-Хілялем» 1 грудня 2014 року. Зустріч закінчилася з рахунком 0:0.
- Перше місцеве дербі між «Аль-Аглі» і «Аль-Іттіхадом» на стадіоні пройшло 19 грудня 2014 року, в рамках чемпіонату Саудівської Аравії. Матч завершився з рахунком 1:1, його відвідало 59 026 осіб.
- Фернандо Менегаццо забив перший гол на стадіоні, відзначившись з пенальті 1 травня 2014 року.
- Перший гол з гри забив Муханнад Ассірі 1 травня 2014 року.
- Перший хет-трик на стадіоні зробив нападник місцевого «Аль-Аглі» сирієць Умар ас-Сума в матчі проти «Хаджера» 16 серпня 2014 року.
- Першу червону картку на стадіоні отримав захисник «Аль-Ахлі» Агіль Бальгаїт 1 травня 2014 року.
- Збірна Саудівської Аравії розгромила Східний Тимор 7:0 3 вересня 2015 року, що стало найбільшою перемогою, зафіксованою на стадіоні.
- 16 жовтня 2018 року був зафіксований новий рекорд відвідуваності: матч Суперкласіко де лас Амерікас між збірними Аргентини і Бразилією відвідало 62 345 глядачів.